# Witeliusz (kardynał)
Witeliusz, wł. Vitellio (zm. 20 lipca 1175) – włoski kardynał.
Prawdopodobnie był Włochem z południa Italii. Wstąpił do zakonu benedyktynów na Monte Cassino, a następnie został subdiakonem papieskim w kurii papieża Aleksandra III. W 1163/64 był legatem papieskim w Dalmacji, wraz z subdiakonem Teodino de Arrone oraz kardynałem Giovannim z Anagni. 18 grudnia 1165 papież Aleksander III mianował go kardynałem diakonem kościoła Ss. Sergio e Bacco. Sygnował bulle papieskie datowane między 18 marca 1166 a 13 lipca 1175. W ciągu 1169 roku dwukrotnie był legatem Aleksandra III w Kampanii. Jego zgon odnotowano w nekrologu opactwa na Monte Cassino.